# Lu Alckmin
 (novembre 2022).
Maria Lucia Guimarães Ribeiro Alckmin,, plus connue sous le nom de Lu Alckmin,est un enseignant normaliste affilié au Parti socialiste brésilien (PSB). En tant qu'épouse du 26e vice-président du Brésil, Geraldo Alckmin, elle est la deuxième dame du pays depuis le 1er janvier 2023.
Elle a été première dame de l'État de São Paulo à quatre reprises, occupant le poste de présidente du Fonds social de São Paulo entre 2001 et 2006 et 2011 et 2018. État brésilien, occupant le poste à São Paulo entre 1995 et 2001.

## Première vie, éducation et famille
Maria Lúcia Guimarães Ribeiro Alckmin est née à São Paulo, mais a quitté sa ville natale à l'âge de quatre ans pour vivre à Pindamonhangaba, à 156 km de la capitale de São Paulo. Dans la municipalité, elle a fréquenté l'école normale, qui préparait les enseignants pour l'ancien cours primaire, et a rencontré son mari alors qu'il étudiait à la Faculdade de Medicina de Taubaté.

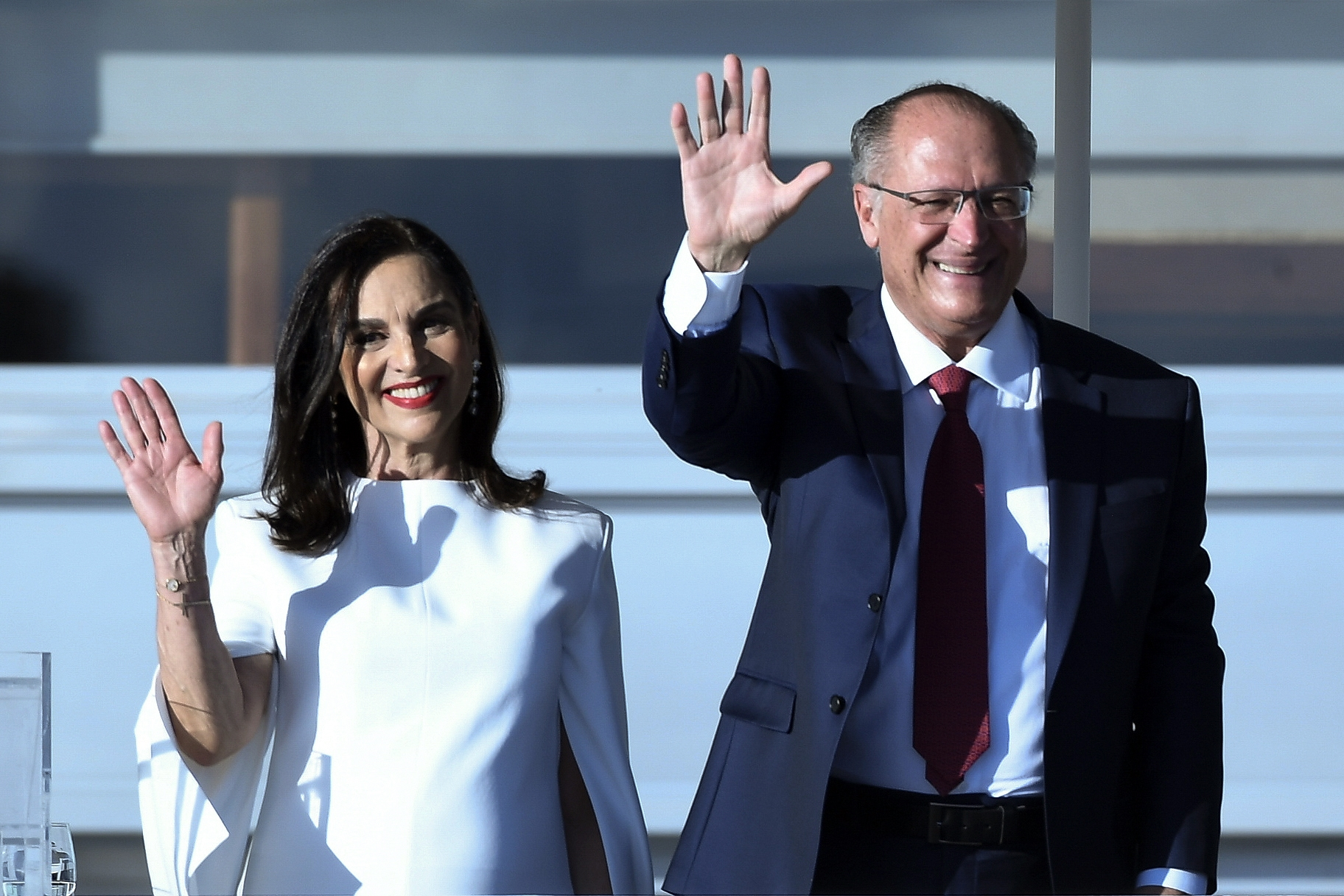
Lu et son mari Geraldo Alckmin lors de l'investiture présidentielle en 2023.

Lu Alckmin est mariée à Geraldo Alckmin depuis le 16 mars 1979, alors qu'il était encore maire de Pindamonhangaba. Ils ont trois enfants : Sophia, Geraldo et Thomaz (décédé en 2015).
Dans les années 1970, alors qu'elle était première dame de Pindamonhangaba, Lu Alckmin a commencé à se consacrer au travail social. Lancement de campagnes de collecte de fonds et promotion d'actions dans les communautés nécessiteuses de la région.
En 1994, lorsque son mari est élu vice-gouverneur sur la liste de Mário Covas, Lu Alckmin est bénévole pour le Fonds de solidarité sociale de l'État de São Paulo aux côtés de Lila Covas (1932-2020), alors première dame de São Paulo.

## Première Dame deSão Paulo
Elle est devenue première dame de São Paulo en 2001 après que son mari a pris la tête du gouvernement de l'État à la suite du décès du gouverneur de l'époque, Mário Covas. Avec la réélection de Geraldo Alckmin en 2002, Lu a continué comme première dame de l'État jusqu'au 31 mars 2006, date à laquelle Alckmin a démissionné pour se présenter à la présidence.

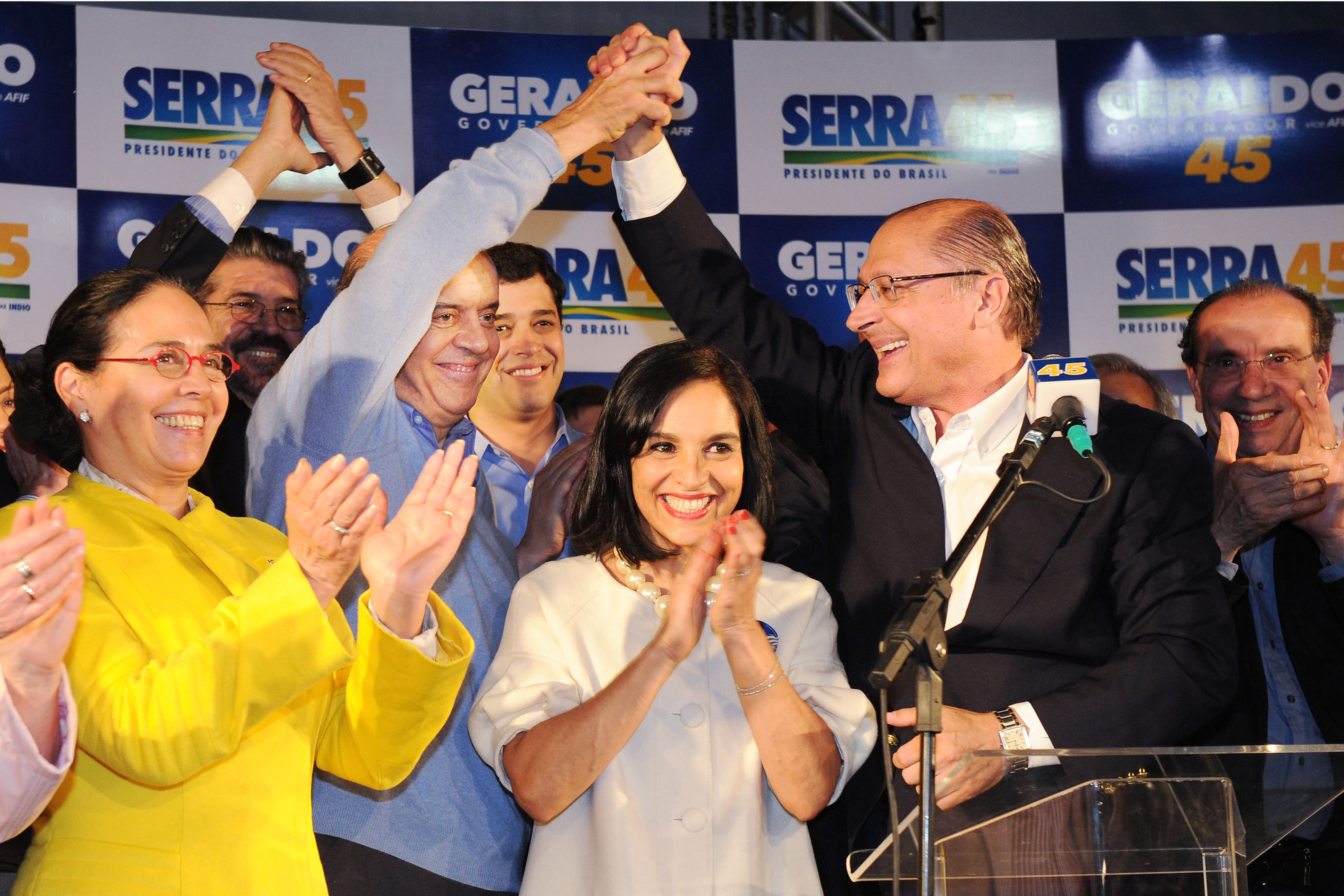
Lu Alckmin et son mari, Geraldo, lors d'un événement politique pour les élections nationales de 2010.

Avec l'entrée en fonction de Geraldo comme gouverneur en 2001, Lu a assumé la présidence du Fonds social et poursuivi les projets de Dona Lila, qu'il appelait « mon professeur ». A la tête de l'institution, il privilégie les projets de qualification professionnelle et de génération de revenus.
L'un de ses projets les plus importants était la boulangerie artisanale, qui a mis en place plus de 9 000 unités dans l'État et formé environ 20 000 personnes.
En 2010, elle est redevenue première dame de l'État en raison de l'élection de son mari au poste de gouverneur. Geraldo a été réélu en 2014 pour le même poste. Reprenant la présidence du fonds, il a maintenu l'accent sur la qualification professionnelle. Il a créé l'École de qualification professionnelle, avec les écoles de mode, de beauté et de construction civile, en plus de reprendre le projet de boulangerie artisanale.
Lu est restée hôtesse au Palácio dos Bandeirantes jusqu'en 2018, date à laquelle son mari a de nouveau démissionné pour se présenter à la présidence.

## Deuxième dame duBrésil

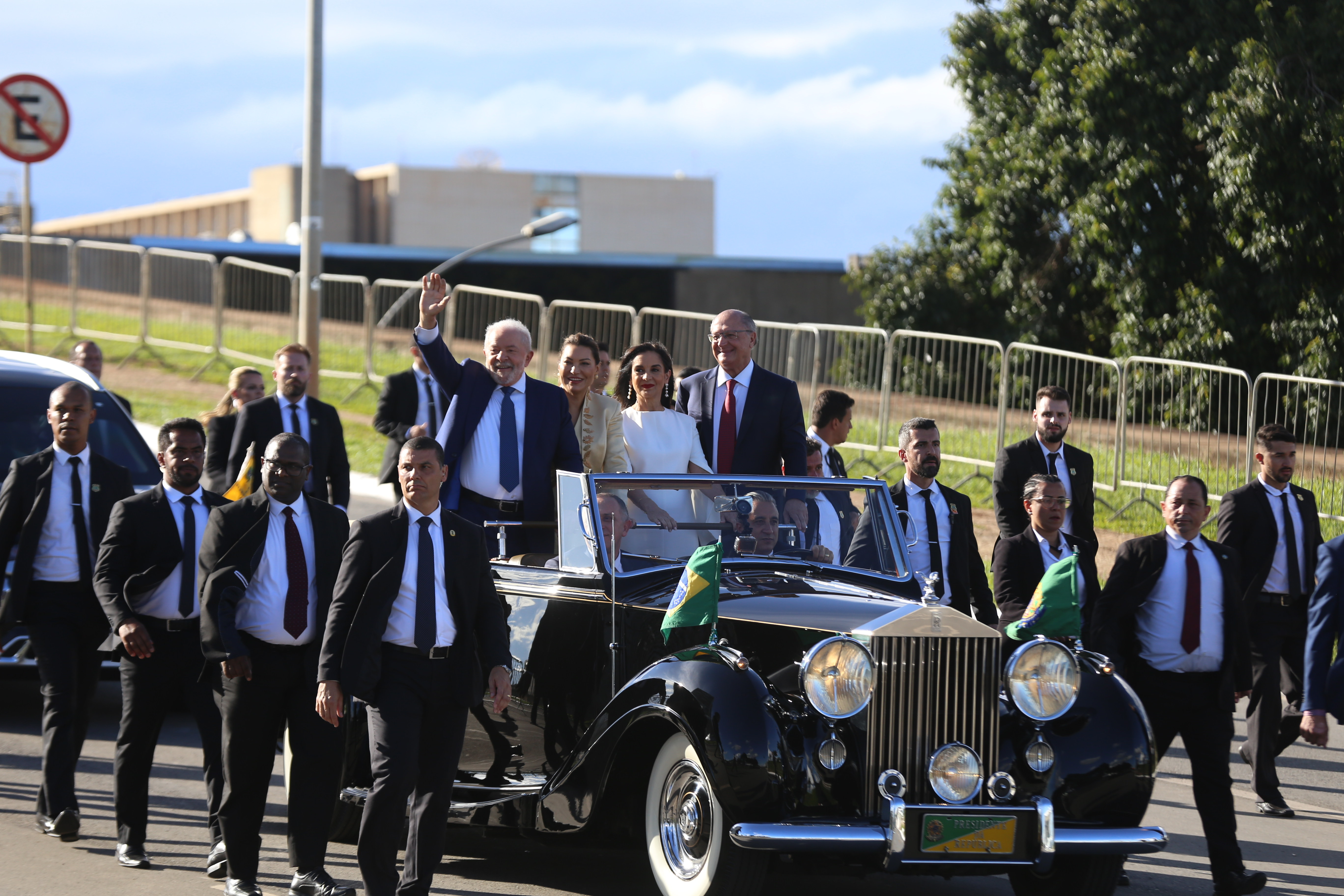
Geraldo et Lu défilent avec le président Lula et la première dame Janja dans la Rolls-Royce présidentielle lors de l'inauguration présidentielle en 2023.

En avril 2022, elle a rejoint le PSB, quelques jours après que son mari a migré vers le parti. Son affiliation a eu lieu lors du Congrès municipal du PSB à São Paulo, au cours duquel elle a été photographiée aux côtés de son mari, le député fédéral Tabata Amaral et le député d'État Caio França, fils de Márcio França, ancien sous-gouverneur de Geraldo Alckmin dans le gouvernement de São Paulo.
Après des années d'essai pour la présidence de la République, et, dans l'un d'entre eux étant un adversaire direct du président de l'époque Luiz Inácio Lula da Silva, son mari Geraldo Alckmin a été choisi comme vice-président sur le ticket de l'ancien président pour les élections de 2022 . Officialisée comme telle à Brasilia, par le Parti socialiste brésilien (PSB), la campagne s'est soldée par la victoire des uns et des autres au second tour avec 50,9 % des suffrages valables.
Avec cela, elle a assumé le rôle de deuxième dame du Brésil le 1er janvier 2023, indiquant déjà qu'elle travaillera pour former un ensemble d'actions avec les premières dames des États brésiliens pour promouvoir le travail social dans le pays.

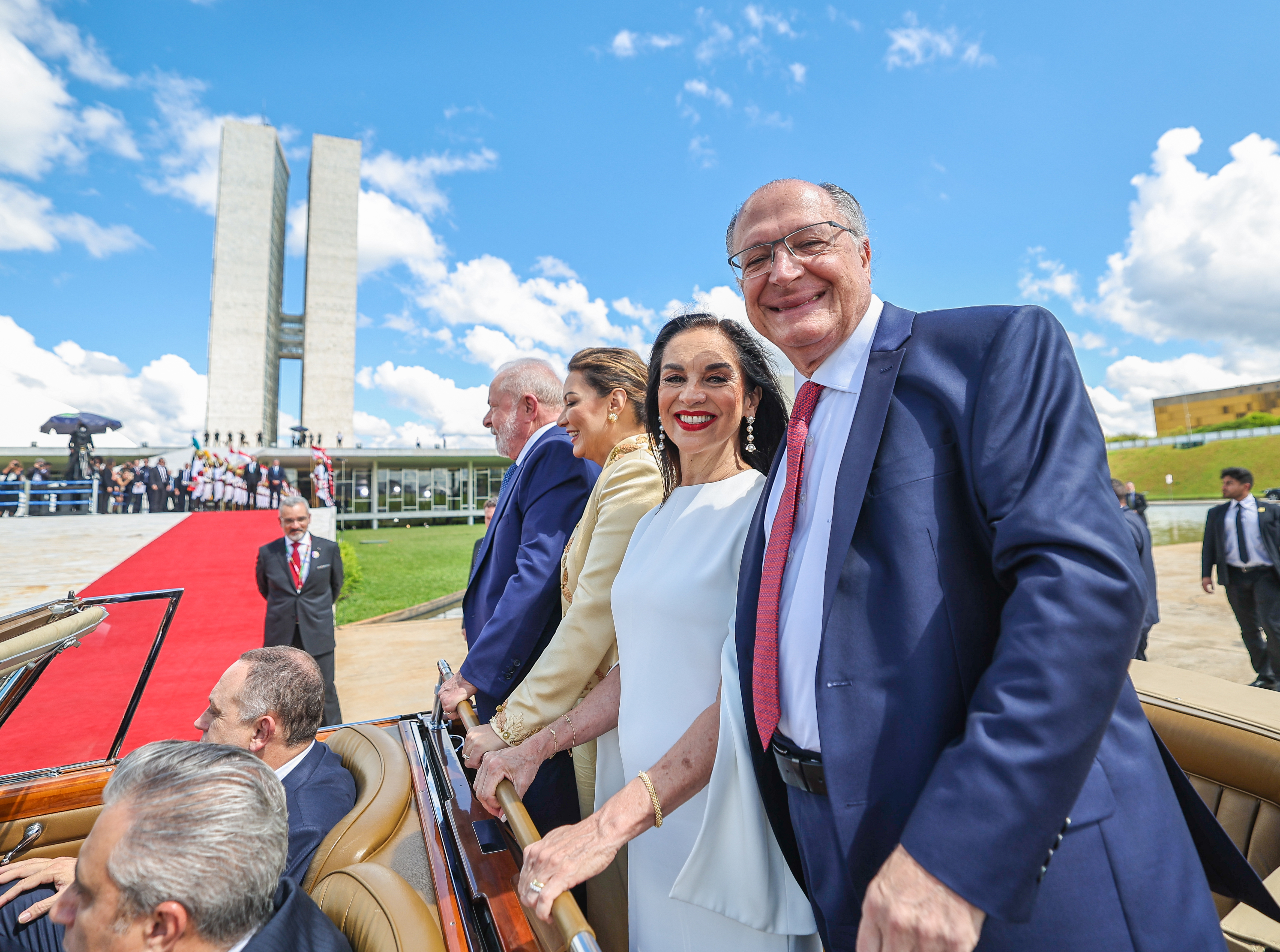
Inauguration présidentielle 2023 - Arrivée au Congrès national brésilien